# Druhy hlasů
Druhy hlasů se u mužů pohybují od nejhlubšího oktávisty k nejvyššímu kontratenoru, u žen pak od nejhlubšího kontraaltu k nejvyššímu sopránu. U dětí bývá rozsah hlasu stejného rozsahu jako u žen.

## Hlasové typy podle schématu v neklasické hudbě
V neklasické hudbě se hlasy rozdělují jednodušeji a podle určitého rozsahu zpěváka.

### Ženské
- Soprán (S) je nejvyšší ženský hlas. Rozsah přibližně c1 – c3.
- Mezzosoprán (mS) je ženský hlas, hlubší soprán, s plnějším tónem v poloze mezi sopránem a altem, spíše však altového zabarvení. Vyslovováno mecosoprán. Rozsah přibližně a – a2.

- Alt (A) je hluboký hlas ženský, jehož rozsah je asi f – f2 a někdy i větší.
- Kontraalt (cA) je ženský nejhlubší hlas, s rozsahem přibližně d - d2, dokáže ovšem zazpívat i níž. Kontraalt bývá často zaměňován s Kontratenorem.

### Mužské
- Kontratenor (cT) je nejvyšší mužský hlas s rozsahem e - e2, tedy přibližně rozsah altu. Kontratenoři zpívají speciální technikou zvanou falzet. Jejich hlas bývá často zaměňován s hlasem kastrátů nebo s kontraaltem.
- Tenor (T) je vysoký mužský hlas s rozsahem asi c – c2.
- Baryton (Bt) je mužský hlas střední polohy mezi tenorem a basem, rozsah asi G – g1.
- Basbaryton (bBt) je speciální mezistupeň mezi basem a barytonem, rozsah asi F – f1, obvykle se jedná o světleji zabarvený bas.
- Bas (B) je hlubší mužský hlas s rozsahem přibližně E – e1.
- Basso profondo (kontrabas) (cB) je hluboký mužský hlas s rozsahem přibližně C – c1.
- Oktávista (O) je nejhlubší možný mužský zpěv s rozsahem přibližně od A1 - a. Oktávisté dokážou speciální technikou zazpívat tóny až o oktávu nižší, než je basový rozsah. Této techniky využívají zejména oktávisté v ruských sborech.

##### Dětské
Dětské hlasy mají rozsahy hlasů stejné jako u žen. Nejvyšší Soprán, střední Mezzosoprán a nejnižší Alt. V průběhu vývoje hlasu dochází k mutaci hlasu, kdy se hlas postupně stává silnějším, hlubším, přeskakuje a plynule se mění do nové polohy.

## Hlasové typy podle schématu v klasické hudbě
V klasické (vážné) hudbě se hlasy rozdělují podrobněji, podle výšky, barvy a hmotnosti hlasu. 